# Fernando Sales
Fernando Sales de los Cobos (ur. 12 września 1977 w Sewilli) – hiszpański piłkarz grający na pozycji pomocnika. Od 2010 roku gra w AD Alcorcón w Primera División.
Sales przeszedł z Sevilla FC do Celta Vigo z wolnego transferu 13 stycznia 2008. Po rozegraniu 13 ligowych spotkań w tym zespole zaczął występować w Hércules CF. W sezonie 2009/2010 grał w Albacete Balompié.